# Woutera Sophie Suzanna van Benthem Jutting
Woutera (Tera) Sophie Suzanna van Benthem Jutting (Batavia (Nederlands-Indië), 6 februari 1899 - Middelburg, 22 januari 1991) was een Nederlandse biologe, gespecialiseerd in de malacologie.

## Biografie
Ze studeerde biologie aan de universiteit van Amsterdam. In 1924 legde ze het staatsexamen af dat haar toeliet om les te geven in het middelbaar onderwijs, maar ze was ondertussen al in 1919 lid geworden van de wetenschappelijke staf van het zoölogisch museum van de universiteit onder de bekende zoöloog Max Wilhelm Carl Weber. Hij spoorde haar aan om de taxonomie en ecologie te bestuderen van mollusken in Nederland en Nederlands-Indië. In 1930-32 verbleef ze in Java en was er curator van het zoölogisch museum van Buitenzorg. Ze maakte er ook velduitstappen om mollusken te verzamelen.
In 1932 keerde ze terug naar Amsterdam, waar ze haar post aan het universitaire museum terug opnam, die ze tot aan haar pensioen in 1964 bekleedde.
Ze onderzocht diverse collecties verzameld in het gebied van de Indische Archipel, Nieuw-Guinea en het Maleisisch schiereiland, waarbij ze verscheidene nieuwe soorten beschreef. In 1935 stuurde het Raffles Museum uit Singapore haar een collectie zoetwatermollusken op voor onderzoek. Dat bracht drie nieuwe soorten aan het licht (Cyclotus umbraticus, Hypselostoma piconis en Gyliotrachela depressispira).
Ze nam ook deel aan het faunistische en ecologische onderzoek van de Zuiderzee die na de bouw van de Afsluitdijk van een zout- naar een zoetwatermilieu evolueerde.
In 1945 huwde ze de bioloog Pieter Jacobus van der Feen, maar ze bleef onder haar geboortenaam publiceren om geen verwarring te stichten bij de auteursaanduidingen.
Ze was een aantal jaren redacteur van Basteria, het tijdschrift van de Nederlandse Malacologische Vereniging. In 1959 organiseerde ze ter gelegenheid van het vijfentwintigjarige jubileum van de vereniging een internationaal symposium in Amsterdam, in samenwerking met haar collega Carel Octavius van Regteren Altena en het bestuur van de vereniging. Dat kreeg later een vervolg in de vorm van het European Malacological Congress dat in verschillende Europese steden is georganiseerd. Ze publiceerde artikelen in Basteria en andere vaktijdschriften, en schreef ook enkele bijdragen aan Fauna van Nederland, een reeks uitgegeven door de Nederlandse Dierkundige Vereniging.
In 1961 werd ze benoemd tot officier in de Orde van Oranje Nassau. In 1964 kreeg ze een eredoctoraat van de Justus Liebig-Universiteit van Gießen.

## Beschreventaxa
Enkele van de soorten die van Benthem Jutting wetenschappelijk beschreef zijn:
- Gyliotrachela luctans[2]
- Gyliotrachela modesta[3]
- Gyliotrachela saxicola[4]
- Gyliotrachela depressispira[5]
- Gyliotrachela emergens[6]
- Gyliotrachela salpinx[7]
- Gyliotrachela troglodytes[8]
- Gyliotrachela transitans venusta[9]
- Gyliotrachela transitans heliscopia[10]
- Hypselostoma elephas[11]
- Opisthostoma crassipupa
- Boysidia ringens[12]
- Paraboysidia frequens[13]
- Paraboysidia neglecta[14]
- Paraboysidia oreia[15]
- Paraboysidia serpa[16]